# Bürstspanen
Das Bürstspanen ist ein Fertigungsverfahren der Hauptgruppe Trennen, das je nach Anwendung zum Zerspanen mit oder ohne geometrisch bestimmter Schneide gezählt wird.
Bürstspanen ist nach DIN 8589 das "Spanen mit einem Bürstwerkzeug, vorwiegend zur Veränderung der Oberflächenstruktur aber auch der Form von Werkstücken".
Die Bearbeitung kann sowohl zum Glätten wie zum Aufrauen einer Materialoberfläche dienen. Spezielle Einsatzgebiete sind das Entgraten etwa von Walz-, Stanz-, Schweiß- und Gussteilen  sowie die  Strukturierung von weichen Oberflächen wie bestimmter Natursteine, Textilien, Leder und Holz. Das Herausarbeiten der Maserung von Holzoberflächen wird auch als Bürsteln bezeichnet.
Als Werkzeuge werden überwiegend rotierende Bürsten mit Metalldrähten ("Stahlbürsten") oder Kunststofffäden als Besatzwerkstoff eingesetzt. Kunststoffborsten können auch Schleifmittel enthalten und werden dann als Schleiffilament, Schleifborsten bzw. Schleifbürsten bezeichnet.

## Spanen mit geometrisch bestimmter Schneide
Das Bürstspanen (mit Stahl- oder Messingbürsten) wird in der DIN 8589 als "Spanendes Fertigungsverfahren mit geometrisch bestimmter Schneide" geführt.
Diese Art des Bürstspanens wurde früher auch als Nadelfräsen bezeichnet. Die Bürsten bestehen aus einer größeren Anzahl elastischer Drähte. Je nach Anwendungsfall wird etwa Messingdraht, gewöhnlicher Stahldraht oder harter Federstahl verwendet. Beim Gebrauch nutzen sich die Drahtstifte ab und der Abstand des Werkzeugs zum bearbeiteten Material muss verringert werden.
In der Holzbearbeitung kann das Bürstspanen zum Herausarbeiten der Holzmaserung eingesetzt werden (so genanntes „Bürsteln“). Eine Bearbeitung mit Bürstwerkzeugen zum Entfernen von Rost, Zunder oder Oberflächenverunreinigungen wird nach DIN dem Fertigungsverfahren Reinigen zugeordnet.

## Spanen mit geometrisch unbestimmter Schneide
Inzwischen werden vielfach Schleifbürsten mit Kunststoffborsten (aus Polyamid) sowie Schleifvliese eingesetzt, welche mit Abrasivstoffen durchsetzt sind. Selten werden auch metallische Borsten mit Hartstoffen beschichtet.
Diese eignen sich gut zur Bearbeitung etwa von faserhaltigem Material wie Holz, von ungleichmäßig strukturierten Verbundmaterialien wie Putzmörteln sowie von porösen Oberflächen wie von Naturstein und Klinker, da die Drähte von Metallbürsten in weichen Oberflächen oft Riefen und Laufspuren und auf porösem Material Verfärbungen hinterlassen.
Da die Schleifkörnung der verwendeten Hartstoffe wie etwa Siliziumkarbid- oder Aluminiumoxidkörner in einem weiten Bereich angepasst werden kann, eignen sich Schleifborsten auch für anspruchsvolle Arbeiten, wie dem Satinieren von Edelstahlprofilen.

## Reinigen
Das Abbürsten von Korrosionsprodukten, Zunder, Beschichtungen oder Verunreinigungen wird von der DIN dem Fertigungsverfahren Reinigen zugeordnet.
Zum Reinigen von Werkstückoberflächen können Metall- oder Kunststoffbürsten mit Schleifbesatz verwendet werden.
Zum Reinigen und Glätten von weichen Oberflächen werden auch Bürsten mit Leder- oder Naturfaserbesatz wie Sisal verwendet. Späne im technischen Sinne können dann jedoch nur mit zusätzlich zugesetzten Abrasivstoffen wie Poliermitteln oder -pasten erzeugt werden. Lediglich die feinen Zähnchen von Palmblattfasern, die im Handel als Fibre bezeichnet werden, können auch spanabhebend wirken.